# Boloto Elnja
Boloto Elnja (ryska: Болото Ельня) är ett träsk i Belarus.   Det ligger i voblasten Vitsebsks voblast, i den norra delen av landet, 190 km norr om huvudstaden Minsk. Boloto Elnja ligger vid sjön Vozera Elna.
Trakten runt Boloto Elnja består huvudsakligen av våtmarker. Runt Boloto Elnja är det glesbefolkat, med 17 invånare per kvadratkilometer.